# Киреев, Владимир Анатольевич
Владимир Анатольевич Киреев (2 августа 1958, Новочеркасск, Ростовская область) — советский футболист, полузащитник; украинский политик.

## Биография
Воспитанник детско-юношеской команды «Звездочка» Новочеркасск, тренер Константин Васильевич Горячев и ОШИСП-10 Ростова-на-Дону, тренер Владимир Назарович Гаврилов. В 1974 году провёл два матча за дубль краснодарской «Кубани». С 1975 года — в составе одесского «Черноморца». Единственный матч за команду в высшей лиге провёл 15 апреля 1977 года — в гостевой игре против «Торпедо» (0:1) вышел на замену на 60-й минуте вместо Андрея Карпюка и на 85-й минуте был заменён на Виталия Шевченко. В 1978 году провёл три игры в первой лиге за СКА Одесса, в 1979 во второй лиге сыграл одну игру за «Автомобилист» Тирасполь и 15 — за «Подолье» Хмельницкий. Факт выступлений за «Ростсельмаш» в 1979—1980 годах одними источниками подтверждается, другими — нет. В 1980 году играл за дубль СКА Ростов-на-Дону, в 1980 был в составе дубля «Черноморца» и выступал за «Атоммаш» Волгодонск. В 1983 выступал за другую команду второй лиги — «Салют» Белгород, в 1984 провёл четыре матча в высшей лиге за ростовский СКА. В 1985 играл в первой лиге за «Крылья Советов» Куйбышев, в 1986 — во второй лиге за «Судостроитель» Николаев, в 1987 в первенстве КФК за «Динамо» Одесса.
В 1982 году окончил Одесский государственный педагогический институт имени К. Д. Ушинского по специальности учитель физической культуры. С 1982 года работал инструктором по вопросам спортивной подготовки в ДСК «Водник». С 1987 г. работал в системе Министерства внутренних дел Советского Союза. В 1990—1995 — директор торгово-промышленного кооператива «Одесса», в 1995—1997 — коммерческий директор ОАО «Спартак». С 2010 года — директор ООО «Спартак-Юг».
С 1997 года член Всеукраинского благотворительного фонда социальной защиты работников правоохранительных органов, участников боевых действий в Афганистане и членов их семей Каскад.
С 1998 года — депутат Одесского городского совета V созыва от блока Эдуарда Гурвица «Наша Одесса» (как член партии «Собор»).
Депутат Одесского городского совета V, VI созывов от Партии регионов.
С октября 2015 года депутат Одесского городского совета VII созыва, член фракции «Доверяй делам».
В 2001 г. за взнос в духовное развитие Украины награждён орденом Святого Владимира Равноапостольного ІІІ степени.